# Hockey World League
De Hockey World League was een mondiaal kwalificatietoernooi in aanloop naar de Olympische Zomerspelen en het wereldkampioenschap voor mannen en vrouwen. Het toernooi werd georganiseerd door de overkoepelende wereldhockeybond Fédération Internationale de Hockey (FIH). De FIH gaf hiermee elk aangesloten landenteam de kans zich te kwalificeren voor een mondiaal eindtoernooi. De World League hockey verving daarmee de kwalificatietoernooien. Het toernooi werd voor het eerst georganiseerd in de aanloop naar het WK 2014. De tweede editie richtte zich op Olympische Spelen van 2016 en de derde en laatste op het WK 2018. Vanaf 2018 wordt het toernooi vervangen door de Hockey Pro League en de Hockey Series.

## Opzet
De World League heeft bij de vrouwen en de mannen dezelfde opzet, er worden vier rondes gespeeld waarbij een aantal landen een bye kan krijgen naar ronde 2 of 3.
1. Eerste ronde: uitsluitend voor de laag geclassificeerde landenteams op de wereldranglijst. Hoger geclassificeerde landen slaan deze ronde over. Het aantal toernooien hangt af van het aantal aanmeldingen. De toernooien worden zo lokaal als mogelijk georganiseerd om de reistijd van de landenteams zo veel mogelijk te beperken.
2. Tweede ronde: interregionaal. De hoogst geclassificeerde landen slaan deze ronde over. Er worden diverse interregionale toernooien georganiseerd.
3. Derde ronde: dit zijn de halve finales en worden mondiaal gespeeld. Er zijn twee toernooien. In totaal kunnen zes landen zich via de halve finale kwalificeren voor het WK of de Olympische Spelen. Maar als een van deze landen ook continentaal kampioen wordt, gaat dat ticket naar een ander land, op basis van de prestaties in de halve finale. Zeven landen gaan door naar de finaleronde.
4. Vierde ronde: dit is de finale en is één toernooi met twee poules van vier teams.

## Erelijst

### Mannen
| Jaar      | Locatie     | Goud      | Zilver        | Brons    |
| --------- | ----------- | --------- | ------------- | -------- |
| 2012-2013 | New Delhi   | Nederland | Nieuw-Zeeland | Engeland |
| 2014-2015 | Raipur      | Australië | België        | India    |
| 2016-2017 | Bhubaneswar | Australië | Argentinië    | India    |

### Vrouwen
| Jaar      | Locatie               | Goud       | Zilver        | Brons      |
| --------- | --------------------- | ---------- | ------------- | ---------- |
| 2012-2013 | San Miguel de Tucumán | Nederland  | Australië     | Engeland   |
| 2014-2015 | Rosario               | Argentinië | Nieuw-Zeeland | Duitsland  |
| 2016-2017 | Auckland              | Nederland  | Nieuw-Zeeland | Zuid-Korea |